# Запеклево
Запеклево — деревня в Опочецком районе Псковской области России. 
Входит в состав Пригородной волости.

## География
Расположена в 25 км к юго-западу от города Опочка, у реки Веть. Западнее находятся деревни Ладыгино и Карпово.

## Население
| 2001 | 2002 | 2010 | 2013 | 2014 | 2015 | 2016 |
| ---- | ---- | ---- | ---- | ---- | ---- | ---- |
| 68   | ↘63  | ↘30  | ↗49  | →49  | ↘46  | ↗54  |

Численность населения по состоянию на начало 2001 года составляла 68 жителей.

## История
С 1995 до 2005 года деревня входила в состав Ладыгинской волости, с 2006 до 2015 года — в состав Макушинской волости.